# Hedwig Staller

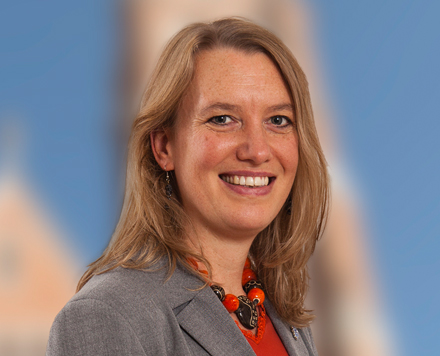
Hedwig Staller (2018)

Hedwig Staller (* 15. Juni 1973 als Hedwig Reimann) ist eine österreichische Politikerin der FPÖ.

## Leben
Die ausgebildete Verfahrenstechnikerin (Dipl.-Ing.) ist Bezirksparteiobfrau der FPÖ in Graz-St. Leonhard.
Am 3. April 2015 wurde Staller von der FPÖ Steiermark gemeinsam mit Mario Kunasek, Hannes Amesbauer, Anton Kogler, Helga Kügerl, Gerald Deutschmann, Erich Hafner und Liane Moitzi als achte Kandidatin der Landesliste für die Landtagswahl 2015 nominiert. 
Sie wurde am 16. Juni 2015 als Abgeordnete zum Steiermärkischen Landtag angelobt, dem sie bis zum 17. Dezember 2019 angehörte.
Staller, die massiven Aufholbedarf in der Familienpolitik sieht, war im Landtag in den Ausschüssen für Gesundheit (Gesundheit und Pflege, Wissenschaft und Forschung), Bildung (Bildung, Schule, Kinderbetreuung, Jugend, Frauen, Familie und Sport) und Umwelt (Umwelt, Tier- und Naturschutz) tätig.

## Privates
Hedwig Staller ist verheiratet und Mutter zweier Kinder. Zu ihren Hobbys gehören Kochen, Chorgesang und Handarbeiten.